# هنريك ستورهيد
هنريك ستورهيد (Henric Sturehedمن مواليد 9 أكتوبر 1990) هو لاعب غولف سويدي محترف وقد لعب في الجولف الأوروبية.

## الحياة المهنية
كان ستورهيد اختراق الأرقام التنافسية على 2017 مينا جولف تور حيث فاز ببطولة مينا تور في نهاية الموسم بتسعة ضربات مقنعة، مسجلا بذلك رقما قياسيا في الدورة بلغ بها 63 ضربة في هذه العملية. أصبح ستورهيد السويدي الرابع بعد بير بارث، كريستوفر بلومستراند وفريدريك فورم للفوز بحدث جولة مينا. وقد
أنهى الموسم الثاني وحصل على وسام الاستحقاق من مينا تور الذي أكسبه بطاقات على صن شاين تور وخوض جولة التنمية الآسيوية، جنبا إلى جنب ف البداية في أوميغا دبي ديزرت كلاسيك وفتح بذلك جولة أوروبية.
في نوفمبر 2017، أصبح ستورهيد واحد من 33 لاعبا يكسبون بطاقاتجولة أوروبية من خلال مدرسة كيو، وقال عد بضعة أسابيعانه لأول مرة تحدث في بنك أفراسيا موريشيوس مفتوح ب.
وفي الجولة أوروبية 2018, ستورهيد انهى تي 5 وقد فتح دي إسبا إرما في أبريل، بخمس ضربات وراء الفائز جون رام. في يوليو في فرنسا المفتوحة، وفيأوغر 48 نقطة بـسلسلة رولكس حدث مع أقوى حدث للموسم في قارة أوروبا، أنهى تي 12 وأربع ضربات خلف مواطنه المنتصر أليكس نورن. أنهى الموسم 151 على وسام الاستحقاق، لقضاء 2019 على جولة التحدي. هناك سجل أعلى 10 التشطيبات في تحدي دي إسبا إرما، التحدي الأيرلندي وقد بدأ فتح جولات البرتغال، حيث كان قائدا مشاركا قبل الجولة الأخيرة بعد الجولة الثالثة من سبع سنوات دون المستوى 65 وأنهى تي 5. في انخفاض أقوي موسم 2020 كان أفضل إنهاء له تي 5 في تحدي دي إسبا إرما.
وقد استمر في بدء جولة في الشرق الأوسط وشمال أفريقيا من حين لآخر وأنهى تي2 في بطولة رحلة إلى الأردن 2019 وتي 3 في بطولة نادي البحرين الملكي للجولف 2020.

## الانتصارات المهنية (2)

### فائز أول مينا تور
| لا. | التاريخ        | البطولة        | الفوز النتيجة         | هامش النصر         | الوصيف    |
| --- | -------------- | -------------- | --------------------- | ------------------ | --------- |
| 1   | 26 أكتوبر 2017 | بطولة مينا تور | −21 (68-63-67-69=267) | 9 السكتات الدماغية | جيك شيبرد |

### فائز أول دوري الجولف الشمالي
| لا. | التاريخ       | البطولة         | الفوز النتيجة      | هامش النصر | الوصيف        |
| --- | ------------- | --------------- | ------------------ | ---------- | ------------- |
| 1   | 24 أغسطس 2014 | لانديريد ماسترز | −10 (71-69-66=206) | البلاي اوف | إلياس بيرثوسن |

## سجل البلاي اوف
سجل البلاي اوف صن شاين تور (0-1)
| لا. | السنة | البطولة             | الخصم        | النتيجة                                     |
| --- | ----- | ------------------- | ------------ | ------------------------------------------- |
| 1   | 2021  | دايمنشن داتا برو-آم | ويلكو نينابر | خسر على قدم المساواة في حفرة إضافية الثالثة |

سجل البلاي اوف جولة التحدي (0-1)
| لا. | السنة | البطولة             | الخصم        | النتيجة                                     |
| --- | ----- | ------------------- | ------------ | ------------------------------------------- |
| 1   | 2021  | دايمنشن داتا برو-آم | ويلكو نينابر | خسر على قدم المساواة في حفرة إضافية الثالثة |

## روابط خارجية
- Henric Sturehed at the European Tour official site
- Henric Sturehed at the PGA Tour official site
- Henric Sturehed at the Official World Golf Ranking official site
- Henric Sturehed at the Golfdata official site (in Swedish)
- الموقع الرسمي